# Henning Löhlein
Henning Löhlein (* 1965 in Deutschland) ist ein deutscher Illustrator, lebt und arbeitet in Bristol.
Seine Arbeiten sind in vielen Zeitungen und Magazinen erschienen, unter anderem  The Guardian, Hörzu, Financial Times, die Welt und er hat bisher dreißig Bücher illustriert.
Seine Illustrationen entstanden zu Texten von Werner Holzwarth, Katja Reider, Manfred Mai und Gudrun Pausewang.
Seit 2006 wurde er jedes Jahr für die Ausstellung des Deutschen Karikaturenpreises ausgewählt.

## Leben und Werk
Henning Löhlein wuchs in Bonn, Deutschland, auf und studierte drei Jahre in Südfrankreich, bevor er mit einem Stipendium nach Bristol, England, kam, wo er sein Illustrationsstudium beendete. Danach studierte er für einen MA an der University of Brighton („sequential illustration“).

## Illustrierte Bücher (Auswahl)
- Ralph the Magic Rabbit. Von Adam Frost. Macmillan Children’s Books, 2005, ISBN 978-0-330-43602-1.
- Shen Roddie: My Name is Mr Fox, Macmillan Publishers, London 2006, ISBN 1-4050-2208-6.
- Harry, Rabbit on the Run. Von Adam Frost. Macmillan Children’s Books, London 2007, ISBN 978-0-330-44712-6
- Die Weihnachtshäsin. Von Adriana Dorsett. Hoffmann und Campe, Hamburg 2007, ISBN 978-3-455-38028-6.
- Ganz schön schlau die dumme Sau Von Werner Holzwarth. terzio, München 2007, ISBN 978-3-89835-866-8.
- Die Oma im Drachenbauch. Von Gudrun Pausewang. Gerstenberg, Hildesheim 2010, ISBN 978-3-8369-5275-0
- Dein kleiner Kummerkiller. Von Katja Reider. Hoffmann und Campe, Hamburg 2010, ISBN 978-3-455-38059-0
- Manfred Mai: Ringo Rabe traut sich was, Ravensburger Buchverlag, Ravensburg 2012, ISBN 978-3-473-44571-4
- Kleeorg und Kleeopatra. Von Werner Holzwarth. Bajazzo, Zürich 2012, ISBN 978-3-905871-24-1 (Das Kinderbuch erschien bisher in 12 Dialektversion).[1]
  - Kleeorg un Kleeopatra: Ein Geschicht von’t Glück. Up Plattdütsch von Wolfgang Mahnke, Hinstorff, Rostock 2014, ISBN 978-3-356-01828-8 (plattdeutsch).
  - Der Klieenaad un et Kliesbeth: Ene Veräll vum Glöck. Auf Rheinländisch von Alice Herrwegen. Klartext, Essen 2014, ISBN 978-3-8375-1122-2 (ripuarisch).
  - Klaoverich un Klaoverita: En Vertellsel van’t Glück. Up Westfäölsk van Hannes Demming. Klartext, Essen 2014, ISBN 978-3-8375-1123-9 (westfälisch).
  - Kleeorch un Kleeopatra: en Döneken über sowat von Dusel. Auf Ruhrdeutsch von Claus Sprick. Klartext, Essen 2014, ISBN 978-3-8375-1124-6 (ruhrdeutsch).
  - Kleeorg ond Kleeopatgra: ´s Glick isch a Rendvieh, uff Schwäbisch. Silberburg, Tübingen / Karlsruhe 2014, ISBN 978-3-8425-1288-7 (schwäbisch).
  - Kleeorg un Kleeopatra: Ä Gschicht vum Glick. Uff Alemannisch vum „Hämme“ Helmut Dold. Silberburg, Tübingen / Karlsruhe 2014, ISBN 978-3-8425-1290-0 (alemannisch).
  - Kleeorg un Kleeopatra: Oifach Glück ghabt, uff Badisch. Silberburg, Tübingen / Karlsruhe 2014, ISBN 978-3-8425-1292-4 (badisch).
  - Kleernstl und Kleeronika: A Gschichterl vom Gligg. Auf Boarisch vom Huber Gerald. Volk, München 2014, ISBN 978-3-86222-132-5 (bairisch).
  - Gleeorch und Gleeobadra: A Gschichdla vum Gligg. Aff Fränggisch von Florian Hartmann. Volk, München 2014, ISBN 978-3-86222-133-2 (ostfränkisch).
  - Kleemil und Kleemilie: E herrlisch Geschicht vom Glick. Uff Hessisch von Badesalz (Henni Nachtsheim und Gerd Knebel). CoCon, Hanau 2014, ISBN 978-3-86314-259-9 (neuhessisch).
  - Gleeorg un Gleeobadra: Eene Geschischde vom Gligg, off Säggsch (Übersetzt von Karin B. Köhler). Mitteldeutscher Verlag, Halle (Saale) 2014, ISBN 978-3-95462-250-4 (sächsisch).
  - Kleemil und Kleeopatra. Eene Jeschichte vom Glück. uff Berlinisch (Übersetzt Horst Meyer). Edition q im be.bra, Berlin 2014, ISBN 978-3-86124-683-1 (berlinerisch).
- Hamstermonster, von Susanne Löhlein, NordSüd, Zürich 2014, ISBN 978-3-314-10167-0.
- Humphrey Hase - Schokotaler aus Schottland von Lucy Scharenberg. Thienemann, Stuttgart / Wien 2014, ISBN 978-3-522-18365-9.
- Und wer umarmt mich? Eine Geschichte von Charlotte Habersack, Ravensburger, Ravensburg 2015, ISBN 978-3-473-44651-3.
- Die Grille mit der Brille, Kinderbuch von Bernd Penners, Ravensburger, Ravensburg 2015, ISBN 978-3-473-43513-5.

selbständige Werke
- Schnapp sie dir! Eine Krimigeschichte in Bildern, Thienemann, Stuttgart / Wien 2009, ISBN 978-3-522-43620-5.
- Was schwimmt denn da? Ein Wasser-Wimmel-Suchspaß, Gerstenberg, Hildesheim 2015, ISBN 978-3-8369-5865-3.